# San Martín Glacier
San Martín Glacier är en glaciär i Antarktis. Den ligger i Östantarktis. Argentina och Storbritannien gör anspråk på området. San Martín Glacier ligger 407 meter över havet.
Terrängen runt San Martín Glacier är platt åt sydväst, men åt nordost är den kuperad. Trakten är obefolkad. Det finns inga samhällen i närheten.